# Tisvilde
Tisvilde ist eine an der Nordküste der Insel Seeland am Kattegat gelegene Kleinstadt in der dänischen Region Hovedstaden. Sie befindet sich rund neun Kilometer nordwestlich von Helsinge und etwa 24 Kilometer nordwestlich von Hillerød. Am 1. Januar 2023 hatte die Stadt, die zur Gribskov Kommune gehört, 1412 Einwohner.

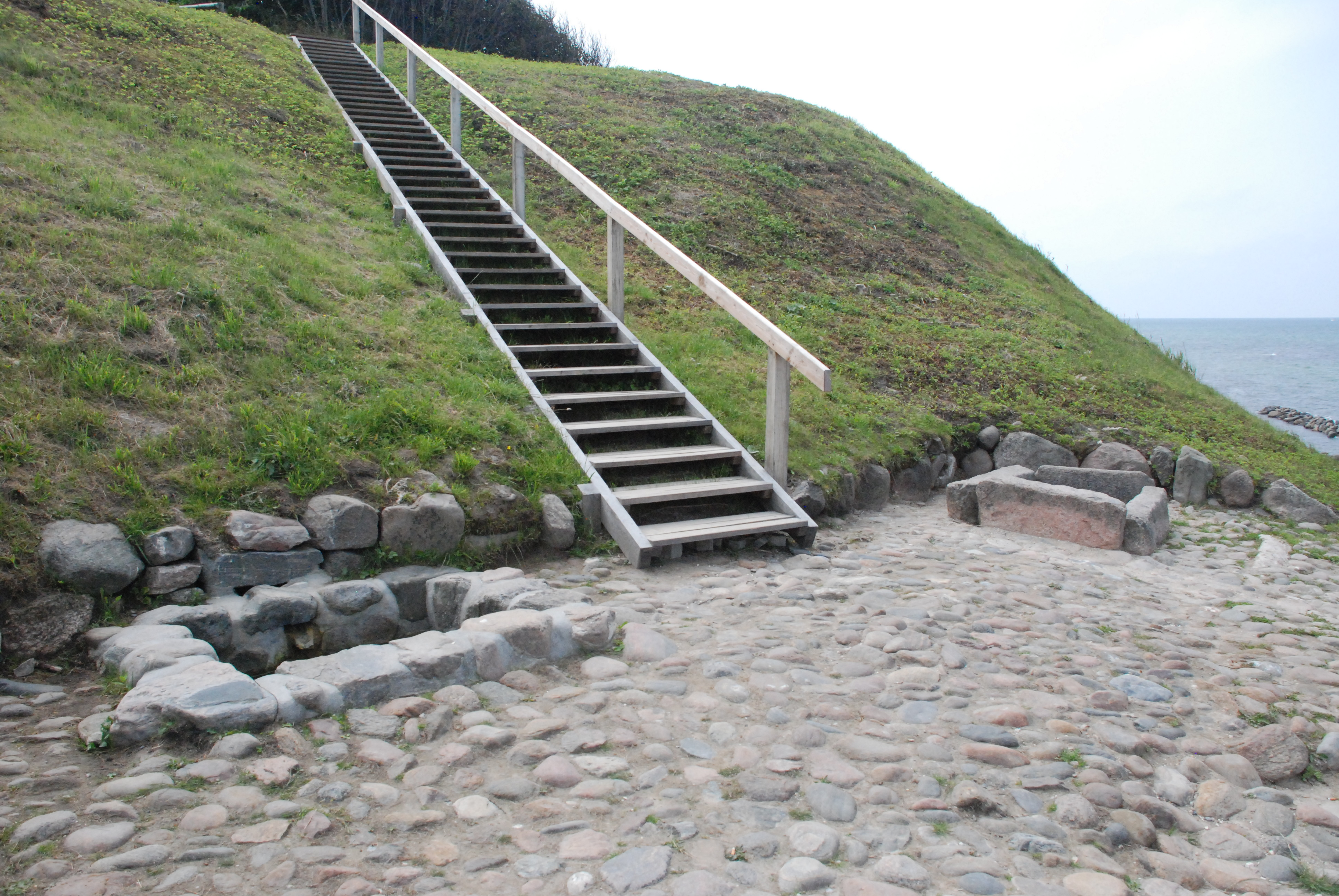
Helenequelle

Im unmittelbaren Küstenbereich im Norden von Tisvilde, der Tisvildeleje genannt wird, befinden sich ehemalige Fischerhütten, von denen viele zu Ferienhäusern umgebaut wurden. Die Umgebung ist durch ausgedehnte Sandstrände und Wälder gekennzeichnet. Vor allem im Sommer ist Tisvilde als Urlaubsort populär.